# Shamániac
Shamániac — второй и последний студийный альбом финской фолк-метал-группы Shaman (в настоящее время известной как Korpiklaani), выпущенный 4 октября 2002 года на финском лейбле Natural Born Records. Композиции альбома представляют собой смесь метала с добавлением народных инструментов; как и в дебютном релизе группы, Idja, в песнях используется как обычный вокал, так и традиционная разновидность саамского пения — йойк. Все песни альбома исполнены на северносаамском языке.
В качестве приглашённых музыкантов в записи альбома приняли участие Хенри «Троллхорн» Сорвали — один из основателей групп Finntroll и Moonsorrow и Саму Руотсалайнен – барабанщик Shape of Despair, на тот момент также один из участников Finntroll. Вместе с основателем группы Йонне Ярвеля Руотсалайнен выступил одним из продюсеров альбома.
В 2003 году альбом был переиздан российским лейблом Irond Records.

## Список композиций
| №                   | Название                                             | Текст песни         | Музыка              | Длительность |
| ------------------- | ---------------------------------------------------- | ------------------- | ------------------- | ------------ |
| 1.                  | «Mu sieiddi beales mun gottan» (I Kill For My Seita) | Н. Нуоргам          | Йонне Ярвеля        | 17:33        |
| 2.                  | «Ii lea voibmi» (Have No Mental Strength)            | Йонне Ярвеля        | Йонне Ярвеля        | 3:30         |
| 3.                  | «Shamániac» (Shamaniac)                              | Йонне Ярвеля        | Йонне Ярвеля        | 4:10         |
| 4.                  | «Jalla» (Maniacal)                                   | —                   | Йонне Ярвеля        | 4:44         |
| 5.                  | «Sugađit» (Swing On The Waves)                       | Маарен Айкио        | Маарен Айкио        | 8:28         |
| 6.                  | «Duoddarhálti» (Monster Of Mountains)                | Н. Нуоргам          | Йонне Ярвеля        | 4:49         |
| 7.                  | «Vuola lávlla» (Beer song)                           | Н. Нуоргам          | Йонне Ярвеля        | 2:45         |
| Общая длительность: | Общая длительность:                                  | Общая длительность: | Общая длительность: | 45:59        |

Автор большинства песен и музыки — Йонне Ярвеля. Текст и музыка к пятой композиции альбома «Sugađit» написаны Маарен Айкио, саамской певицей и исполнительницей йойка, ранее участвовавшей в дуэте Shamaani Duo вместе с Йонне. Тексты песен «Mu sieiddi beales mun gottan», «Duoddarhálti» и «Vuola lávlla» написаны Н. Нуоргамом.
Песня «Vuola lávlla» была позже записана на английском языке и с участием скрипки под названием «Beer Beer» уже после смены названия группы на Korpiklaani, войдя в альбом Voice of Wilderness 2005 года.

## Участники записи

#### Состав группы
- Йонне Ярвеля — вокал, йойк, электрическая и акустическая гитары, перкуссия (саамский бубен[англ.]), музыка, тексты песен
- Янне «G’thaur» Лейнонен — бас-гитара
- Тони Няюкки — гитары
- Веера Мухли — клавишные
- Хоссе Латвала — перкуссия

#### Приглашённые музыканты
- Саму Руотсалайнен — ударные, бас-гитара (дополнительно)
- Хенри Сорвали — клавишные

#### Производственный персонал
- Саму Руотсалайнен — продюсер
- Йонне Ярвеля — продюсер
- Яни Канерва — обложка
- Оззи Риссанен — звукоинженер